# オヨ・ルームズ
オヨ・ルームズ（英: Oyo Rooms）は、インドハリヤーナー州グルグラムに本社を置く企業Oravel Stays Private Ltd.が運営する格安ホテル予約サービス。
インド、マレーシア、アラブ首長国連邦、ネパール、中国、インドネシア、イギリス、日本（日本国内ではOYO JapanからTabistに名称変更）で提供されている。創業者のRitesh Agarwal（リテシュ・アガルワル）は、カイリー・ジェンナーに次ぎ、世界で二番目に若いビリオネアである。

## 概要
2012年、Ritesh Agarwalはベッド・アンド・ブレックファスト、ゲストハウス、小さなホテル利用者向けのホテル予約サイトOravel Staysを立ち上げた。その後、3ヶ月間旅行し100軒以上の宿泊施設を体験したことで低品質のベッドリネン、掃除の行き届いていない洗面所、質の低いスタッフなどが快適な旅行を妨げている問題点を痛感し、2013年5月にOYOを立ち上げた。
OYOはホテルと提携して一部の部屋を借り、無料Wi-Fi、朝食、エアコン、テレビをふくむ30項目のチェックリストを独自に作成し、その基準を満たしているホテルにOYOブランドを与え、部屋を提供している。現在はホテルを丸ごと借りて運営するサービスも提供している。

## 沿革
- 2012年2月21日 - Ritesh AgarwalによりOravel Stays Private Ltd.設立。Oravel Staysのサービスを提供。
- 2013年
  - 5月10日 - PayPalの創業者ピーター・ティールが運営するティール・フェローシップより10万ドルの助成金を受け取る[7]。
  - 5月21日 - Ritesh AgarwalによりOyo Roomsサービス開始。
- 2015年
  - 2月1日 - シリーズAラウンドでグリーンオークスキャピタル、セコイア・キャピタル、ライトスピードベンチャーズ、DSGコンシューマーパートナーズから2,400万ドルを調達。
  - 7月1日 - シリーズBラウンドでソフトバンク・ビジョン・ファンドと既存投資家から1億ドルを調達。
- 2016年
  - 1月13日 - マレーシアに進出[8]。
  - 4月27日 - ネパールに進出[9]。
  - 8月16日 - シリーズCラウンドで既存投資家から9,000万ドル調達
- 2017年
  - 9月7日 - シリーズDラウンドで既存投資家とHero Enterpriseから2億5,000万ドルを調達[10]。
  - 11月10日 - Airbnbのような短期間滞在者向けサービス「OYO Home」を開始[11]。
- 2018年
  - 4月27日 - アラブ首長国連邦に進出[12]。
  - 6月20日 - インドネシアと中国に進出[13]。
  - 7月10日 - AblePlus Solutions Pvtを買収[14]。
  - 7月16日 - イギリスに進出[15]。
- 2019年
  - 3月28日 - ヤフーとの合弁でOYO TECHNOLOGY & HOSPITALITY JAPANを設立し、日本で賃貸住宅事業「オヨ・ライフ」開始[16]。
  - 4月4日 - ソフトバンク・ ビジョン・ファンドと合弁でOYO Hotels Japan合同会社を設立し日本でホテル事業を開始[17]。
  - 12月17日 - ヤフーが11月中にOYO TECHNOLOGY & HOSPITALITY JAPANの株式を売却し、合弁関係を解消していたことを公表[18]。
- 2020年7月1日 - これまで独立して運営をしていた不動産賃貸事業展開のOYO TECHNOLOGY & HOSPITALITY JAPAN社と宿泊事業展開のOYO Hotels Japan社の両社が合併[19]。
- 2021年10月 - インド証券取引委員会（SEBI）に上場申請。提出した新規株式公開（IPO）の仮目論見書によると、最大で843億ルピー（約1200億円）の資金調達を予定[20]。

## ZO Roomsとの係争
2015年12月より競合のZO Roomsを買収に動いており、2016年2月には出資者のソフトバンクの収益報告で買収が発表されたが、1年半後に交渉決裂が明らかとなった。その後、ZO Rooms側よりデューデリジェンスの際に営業機密を盗まれたと訴訟を起こされている。